# Wahlen 1864
◄◄ | ◄ | 1860 | 1861 | 1862 | 1863 | Wahlen 1864 | 1865 | 1866 | 1867 | 1868 | ► | ►►

Weitere Ereignisse
Die Liste der Wahlen 1864 umfasst Parlamentswahlen, Präsidentschaftswahlen, Referenden und sonstige Abstimmungen auf nationaler und subnationaler Ebene, die im Jahr 1864 weltweit abgehalten wurden.

## Termine
| Land               | Datum          | Link zur Wahl 1864                                  | Link zur letzten Wahl | Bemerkung |
| ------------------ | -------------- | --------------------------------------------------- | --------------------- | --- |
| Vereinigte Staaten | ab dem 5. Juni | Wahl zum Repräsentantenhaus der Vereinigten Staaten | 1862                  | |
| Vereinigte Staaten | 8. November    | Präsidentschaftswahl in den Vereinigten Staaten     | 1860                  | |
| Nassau             | 9. Dezember    | Wahl für die Landstände des Herzogtums Nassau       | 1863                  | Neuwahl nach Auflösung des Landtages durch den Herzog aufgrund Auseinandersetzung um Wiedereinführung des Wahlrechtes von 1848 |